# بيونغتشانغ (محافظة)
محافظة بيونغتشانغ (بيونغتشانغ غون) هي محافظة في مقاطعة غانغوون، كوريا الجنوبية،. وتقع في منطقة جبال تايبيك، وهو الموقع الأكثر شعبية للرياضات الشتوية في كوريا الجنوبية. كما أنها موطن لعدد من المعابد البوذية الشهيرة. تقع محافظة بيونج تشانج حوالي 180 كم شرق سول، عاصمة كوريا الجنوبية. نجحت المدينة في استضافة الألعاب الأولمبية الشتوية 2018.

## المناخ
يظهر الجدول التالي التغييرات المناخية على مدار السنة لبيونغتشانغ:
| البيانات المناخية لـبيونغتشانغ                                                | البيانات المناخية لـبيونغتشانغ | البيانات المناخية لـبيونغتشانغ | البيانات المناخية لـبيونغتشانغ | البيانات المناخية لـبيونغتشانغ | البيانات المناخية لـبيونغتشانغ | البيانات المناخية لـبيونغتشانغ | البيانات المناخية لـبيونغتشانغ | البيانات المناخية لـبيونغتشانغ | البيانات المناخية لـبيونغتشانغ | البيانات المناخية لـبيونغتشانغ | البيانات المناخية لـبيونغتشانغ | البيانات المناخية لـبيونغتشانغ | البيانات المناخية لـبيونغتشانغ |
| الشهر                                                                         | يناير                          | فبراير                         | مارس                           | أبريل                          | مايو                           | يونيو                          | يوليو                          | أغسطس                          | سبتمبر                         | أكتوبر                         | نوفمبر                         | ديسمبر                         | المعدل السنوي                  |
| ----------------------------------------------------------------------------- | ------------------------------ | ------------------------------ | ------------------------------ | ------------------------------ | ------------------------------ | ------------------------------ | ------------------------------ | ------------------------------ | ------------------------------ | ------------------------------ | ------------------------------ | ------------------------------ | ------------------------------ |
| الدرجة القصوى °م (°ف)                                                         | 8.7 (47.7)                     | 16.5 (61.7)                    | 19.7 (67.5)                    | 30.1 (86.2)                    | 31.0 (87.8)                    | 32.3 (90.1)                    | 32.9 (91.2)                    | 32.7 (90.9)                    | 29.0 (84.2)                    | 24.7 (76.5)                    | 21.5 (70.7)                    | 13.5 (56.3)                    | 32.9 (91.2)                    |
| متوسط درجة الحرارة الكبرى °م (°ف)                                             | −2.5 (27.5)                    | −0.4 (31.3)                    | 4.4 (39.9)                     | 12.9 (55.2)                    | 17.6 (63.7)                    | 20.5 (68.9)                    | 22.8 (73.0)                    | 22.8 (73.0)                    | 18.6 (65.5)                    | 14.0 (57.2)                    | 7.0 (44.6)                     | 0.5 (32.9)                     | 11.5 (52.7)                    |
| المتوسط اليومي °م (°ف)                                                        | −7.7 (18.1)                    | −5.5 (22.1)                    | −0.5 (31.1)                    | 7.0 (44.6)                     | 11.9 (53.4)                    | 15.7 (60.3)                    | 19.1 (66.4)                    | 19.1 (66.4)                    | 14.1 (57.4)                    | 8.3 (46.9)                     | 1.3 (34.3)                     | −4.4 (24.1)                    | 6.6 (43.9)                     |
| متوسط درجة الحرارة الصغرى °م (°ف)                                             | −12.6 (9.3)                    | −10.5 (13.1)                   | −5.2 (22.6)                    | 1.2 (34.2)                     | 6.3 (43.3)                     | 11.2 (52.2)                    | 16.0 (60.8)                    | 16.1 (61.0)                    | 10.0 (50.0)                    | 3.1 (37.6)                     | −2.8 (27.0)                    | −9.1 (15.6)                    | 2.0 (35.6)                     |
| أدنى درجة حرارة °م (°ف)                                                       | −28.9 (−20.0)                  | −27.6 (−17.7)                  | −23.0 (−9.4)                   | −14.6 (5.7)                    | −4.7 (23.5)                    | −1.7 (28.9)                    | 4.4 (39.9)                     | 3.3 (37.9)                     | −2.3 (27.9)                    | −9.9 (14.2)                    | −18.7 (−1.7)                   | −24.7 (−12.5)                  | −28.9 (−20.0)                  |
| الهطول مم (إنش)                                                               | 62.6 (2.46)                    | 53.6 (2.11)                    | 75.6 (2.98)                    | 89.5 (3.52)                    | 122.3 (4.81)                   | 201.0 (7.91)                   | 326.7 (12.86)                  | 420.9 (16.57)                  | 307.3 (12.10)                  | 124.9 (4.92)                   | 76.9 (3.03)                    | 36.8 (1.45)                    | 1٬898 (74.72)                  |
| متوسط أيام هطول الأمطار (≥ 0.1 mm)                                            | 10.5                           | 10.5                           | 11.3                           | 9.5                            | 11.1                           | 13.2                           | 17.6                           | 17.8                           | 13.0                           | 8.7                            | 10.1                           | 9.4                            | 142.7                          |
| متوسط الأيام المثلجة                                                          | 13.0                           | 11.8                           | 12.0                           | 3.3                            | 0.2                            | 0.0                            | 0.0                            | 0.0                            | 0.0                            | 0.8                            | 5.2                            | 10.9                           | 57.2                           |
| متوسط الرطوبة النسبية (%)                                                     | 67.3                           | 67.0                           | 67.5                           | 61.0                           | 68.4                           | 79.2                           | 85.7                           | 87.0                           | 84.6                           | 75.2                           | 69.9                           | 67.3                           | 73.3                           |
| ساعات سطوع الشمس الشهرية                                                      | 197.2                          | 185.2                          | 202.3                          | 226.6                          | 229.4                          | 179.8                          | 138.1                          | 130.7                          | 143.9                          | 193.3                          | 176.4                          | 191.9                          | 2٬194٫8                        |
| نسبة وصول أشعة الشمس                                                          | 64.4                           | 60.8                           | 54.6                           | 57.4                           | 52.1                           | 40.7                           | 30.8                           | 31.0                           | 38.6                           | 55.5                           | 57.8                           | 64.3                           | 49.3                           |
| المصدر: Korea Meteorological Administration (percent sunshine and snowy days) |                                |                                |                                |                                |                                |                                |                                |                                |                                |                                |                                |                                |                                |

## أعلام
- غان يانغ

## وصلات خارجية
- الموقع الرسمي نسخة محفوظة 7 مايو 2006 على موقع واي باك مشين. (بالإنجليزية)